# Boisduvalia stricta
Boisduvalia stricta là một loài thực vật có hoa trong họ Anh thảo chiều. Loài này được (A.Gray) Greene mô tả khoa học đầu tiên năm 1891.